# Francesco Laurana

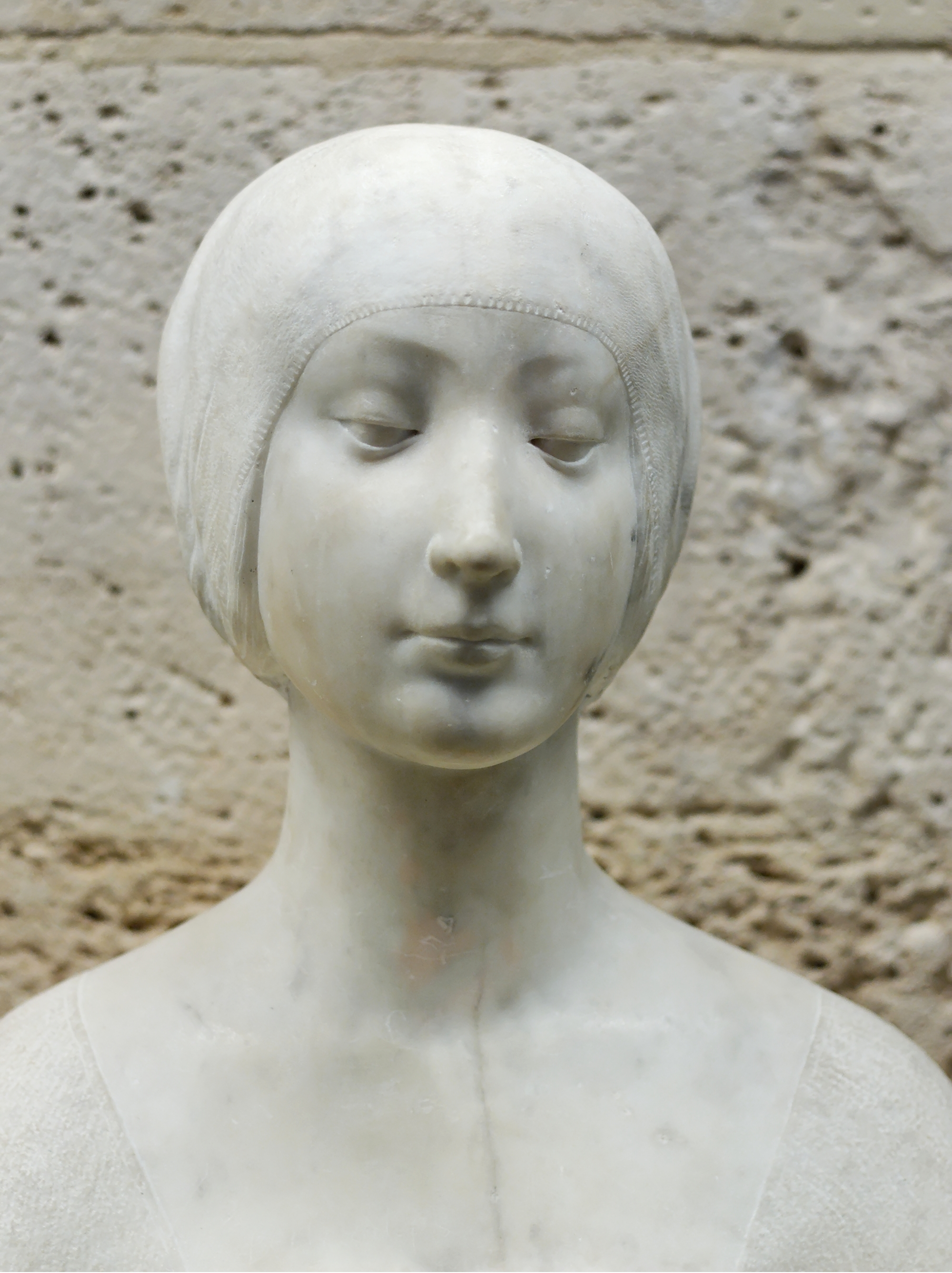
Retrato de uma princesa napolitana. Museu do Louvre

Francesco Laurana, (Vrana, c. 1430 – Avinhão ou Marselha, antes de 12 de março de 1502), foi um escultor e medalhista da Dalmácia, então parte da antiga República de Veneza.
Seus primeiros anos são pouco conhecidos, e iniciou uma carreira pública em Nápoles em 1453, empregado pelo rei Afonso V de Aragão na criação de um arco trinunfal no Castel Nuovo. Depois da morte de Afonso foi chamado por Renato I de Nápoles, então Duque de Anjou, para sua corte em Aix-en-Provence, criando para ele uma série de retratos em medalhas. Entre 1466 e 1471 permaneceu na Sicília, onde criou a Capela Mastrantonio e a tumba de Pietro Speciale na Igreja de São Francisco de Palermo, a porta lateral da Igreja de Santa Margarida em Sciacca, Madonnas para as catedrais de Palermo e Noto e um busto de uma princesa, possivelmente Leonor de Aragão.
Em 1471 retornou a Nápoles, onde esculpiu uma Virgem para a Capela de Santa Bárbara, e entre 1474-1477 visitou Urbino, onde trabalhava seu parente Luciano Laurana. Dali passou para Marselha, e ali criou uma capela na Catedral, a primeira estrutura renascentista da França, e supervisionou a ereção do altar-mor. Também supervisionou a criação de um retábulo do Calvário para a Igreja de St. Didier em Avinhão e as tumbas de Giovanni Cossa e Charles, conde do Maine. É considerado um dos melhores retratistas do Renascimento, com um estilo sofisticado e perfeito acabamento técnico.